# Guy Peellaert
Guy Peellaert, né le 6 avril 1934 à Bruxelles (province de Brabant) et mort le 17 novembre 2008 à Paris 15e, est un artiste belge ayant passé l'essentiel de sa vie en France.
Artiste plasticien pluridisciplinaire de la seconde moitié du XXe siècle, il cultive le statut d'inclassable et revendique l'hybridation, réfutant toute hiérarchie entre les arts et participant à leur décloisonnement dès le milieu des années 1960. Il oppose au statut d’artiste celui de « faiseur d’images » et entretient des rapports ambigus avec le monde de l'art, contournant les institutions et le marché en privilégiant la diffusion de ses œuvres à travers des supports de série tels que le livre, la presse, l'affiche ou encore le disque.
Sa démarche, dont le moteur principal est une interprétation picturale des mythologies issues de la culture iconographique occidentale, aboutit à la production d'œuvres figuratives à dimension narrative, le plus souvent inspirées par le langage cinématographique. Celles-ci s’appuient sur divers procédés de manipulation de l'image qui témoignent d'une utilisation pionnière des ressorts de l'appropriation et du détournement aujourd'hui répandus dans l'art contemporain.
Sa carrière est marquée par une succession d'innovations et de ruptures formelles délimitant cinq périodes distinctes, ainsi que par l’alternance de longs projets personnels pouvant nécessiter jusqu’à dix années de travail, et la réalisation parallèle de travaux de commande.
Il atteint la notoriété en Europe au milieu des années 1960 par ses bandes dessinées expérimentales Les Aventures de Jodelle et Pravda la Survireuse, associées au pop art et à la contre-culture, puis à travers le monde à partir de 1973 avec la série Rock Dreams, ensemble de 125 portraits hyperréalistes pour lequel il développe une hybridation complexe entre photographie, photomontage et peinture. Cette œuvre marque durablement la culture rock émergente et conduit à de célèbres collaborations avec des personnalités telles que David Bowie, les Rolling Stones ou encore Martin Scorsese.
Il se retire progressivement de la vie publique à partir de 1976 pour se consacrer à Las Vegas, The Big Room, nouvel ensemble de 48 portraits qu’il n’achèvera que dix années plus tard. Il y introduit une nouvelle technique où le pastel est utilisé sur une base photographique, qu’il développe en parallèle d’une longue collaboration avec le cinéaste Wim Wenders, avec qui il réalise de nombreuses affiches durant les années 1980. Cette décennie est profondément marquée par le cinéma, avec la réalisation pour la télévision française du générique de l’émission culte Cinéma, Cinémas ainsi que des affiches pour Robert Bresson, Stephen Frears, Leos Carax, Michael Cimino ou encore Francis Ford Coppola.
Sa fresque Gershwin, réalisée entre 1990 et 1991 pour le cinéaste Alain Resnais, inaugure la brève période monumentale de l’artiste, abandonnée en 1994 au profit des premières expérimentations avec la peinture numérique. Entre 1995 et 1999, il s’appuie sur les techniques émergentes de publication assistée par ordinateur pour réaliser Rêves du vingtième siècle, et marque par cet ensemble de 86 portraits son dernier grand projet personnel ainsi que l'ultime rupture formelle de sa carrière.

## Biographie

### Enfance et famille

#### Origines familiales
Guy Louis Peellaert est le deuxième enfant de Robert Peellaert, héritier d’une rente familiale issue du négoce de charbon d'Anvers, et de Gabrielle Permesaen, fille de tailleurs de Louvain. Précédemment, le couple a eu une fille, Denise, née en 1930, ainsi qu’une première fille décédée peu après sa naissance en 1929.
Cette famille de la grande bourgeoisie catholique belge habite la célèbre avenue Louise à Bruxelles. Il est alors possible de s’y promener à cheval pour rejoindre le haras familial de Hoeilaart où Robert possède une écurie de chevaux de course. Celle-ci constitue le point d'ancrage de la famille : dès leur plus jeune âge, Guy et sa sœur se voient imposer la pratique de l’équitation. Denise y excelle et fait rapidement figure d’enfant favori, tandis que Guy, soumis à la sévérité tyrannique de son père, s’en trouve durablement inhibé et ne retrouvera le goût de l'équitation que dans la maturité.
Jouissant d’un confort matériel certain, la famille passe les hivers en Suisse, les étés au Cap d’Antibes où l’un des quatre oncles paternels possède une luxueuse propriété, et surtout à Ostende où se déroule la saison hippique et où Robert Peellaert a fait l’acquisition d’un immeuble face à la mer.
Au lendemain de la déclaration de guerre en 1939, les Peellaert quittent Bruxelles pour se réfugier en France, à Vals-les-Bains, mais ne tardent pas à rejoindre la Belgique une fois assurés de ne pas y être inquiétés. La famille passera la période de la Seconde Guerre mondiale à l’abri du besoin et ne renoncera pas à son train de vie alors même que les coûts explosent et que sévissent privations et rationnements à travers l’Europe occupée. Il semble que la mère de Guy ait aidé plusieurs Juifs à échapper aux Nazis : elle vient notamment en aide à un chirurgien avec lequel elle entretient une liaison, et exprime avec insistance le souhait de voir son fils exercer la médecine afin de reprendre un jour la clinique de son ami.

#### Éducation
Peu enclin aux études, le jeune Guy est un élève dissipé et un adolescent rebelle : à l’âge de 13 ans, il est envoyé par ses parents dans un pensionnat Jésuite réputé pour sa sévérité afin d’y être « brisé, cassé, maté » selon les souvenirs de l'artiste. Malgré les réticences de sa mère, et sur les conseils d’un professeur ayant remarqué qu’il passe le plus clair de son temps à dessiner, il est finalement inscrit à l’Institut Saint-Luc, école bruxelloise renommée pour l'enseignement des arts décoratifs. Il se spécialise en art monumental, et étudie notamment la fresque et la peinture murale, qui marqueront durablement ses années d'apprentissage. Il se révèle brillant élève, mais n'effectue que quatre années d'études sur les sept prévues par le programme, déterminé à s'émanciper des aspects les plus académiques de sa formation. Il gardera néanmoins de son passage à l'Institut Saint-Luc un souvenir impérissable, qui provoque alors son premier grand choc esthétique : la visite à Anvers du plus grand atelier européen de calicots de cinéma, reproductions d'affiches peintes sur des toiles géantes destinées à être accrochées au fronton des salles de cinéma.

#### L'influence américaine
Guy Peellaert décrira la Belgique d'après-guerre comme une « colonie américaine », une porte d’entrée stratégique pour la diffusion de la culture américaine à travers l'Europe occidentale. Au lendemain de la Libération, celle-ci constitue pour les États-Unis un double enjeu politique et économique : les accords négociés auprès des pays européens à la suite du plan Marshall prévoient en effet l’autorisation de faire projeter massivement les films américains dans les salles de cinéma, ou encore de favoriser l’exportation de produits de grande consommation comme le chewing-gum, les cigarettes ou le Coca-Cola. La Belgique, qui au contraire de la France ne bénéficie pas de politique de protectionnisme culturel ni de véritable production cinématographique nationale, s'ouvre massivement à la culture et aux investissements américains C'est ainsi que, durant les années 1950, Peellaert se rend au cinéma jusqu'à quatre fois par semaine pour y voir, en version originale, de nombreuses productions hollywoodiennes auxquelles le reste de l'Europe n'a pas accès. Il affirmera plus tard que Bruxelles était alors l'équivalent d'une ville moyenne américaine des années 1950, telle que représentée au cinéma, où l'on retrouve notamment l'opposition "Uptown" et "Downtown" délimitant les beaux quartiers et les quartiers populaires. Adolescent rebelle issu d'une bourgeoisie qu'il juge mortifère, il est attiré par les "bas-fonds" et s'identifie aux héros américains qui transcendent leurs origines sociales, à l'instar de Gentleman Jim interprété par Errol Flynn, qui permet au jeune garçon de s'extraire du quotidien.
Installé pendant la durée de ses études au domicile de sa mère, Peellaert habite à quelques pas du Centre Culturel Américain de Bruxelles, où il passe son temps libre immergé dans les titres phares de la presse américaine illustrée, tels Collier's Weekly, Saturday Evening Post, National Geographic et surtout Life, le grand hebdomadaire américain du photojournalisme qui exerce sur lui une véritable fascination et nourrit son imaginaire de manière décisive. La découverte dans la presse du peintre muraliste Thomas Hart Benton, qui met en scène la vie quotidienne américaine des années 1920 sur de grandes fresques ornant les murs de bâtiments, ou encore de Reginald Marsh, autre américain associé au réalisme social (en) et à la représentation de tranches de vies burlesques à New York, le bouleverse tout particulièrement. Ces artistes alors ignorés par la culture dominante lui révèlent un art « non-noble » en prise directe avec la vie, porteur de modernité et d’émotions viscérales, que Peellaert oppose instinctivement au "bon goût" officiel consacré par la culture bourgeoise et les institutions qui la régissent.
Aux influences du cinéma et de la photographie de presse s'ajoutent la découverte du roman noir et de nouvelles musiques venues elles aussi des États-Unis : le rhythm and blues et le rock 'n' roll, diffusés dans les bars du quartier des poissonniers du port d'Ostende, la station balnéaire où Peellaert passe ses vacances et rend visite à son père malgré des rapports de plus en plus difficiles. Il est attiré par ces lieux de danger et de séduction, dans lesquels se pressent alors des groupes de jeunes gens à la recherche de sensations fortes, et où se trament des rivalités entre bandes anglaises et belges.

#### La Guerre de Corée
Au moment où Peellaert décide de mettre un terme à ses études, la révolte contre l'autorité paternelle atteint un seuil critique : le jeune homme frappe son père lors d'une violente altercation et quitte définitivement le domicile familial. En 1953, à l'âge du service militaire, il opère une rupture décisive en s’engageant dans le Corps de Volontaires pour la Corée. Au terme d'un entrainement auprès des para-commandos, il rejoint les Bérets bruns du Bataillon Belge, créé pour répondre à l'appel de l'ONU et prêter main-forte aux soldats américains déployés à la frontière nord-coréenne depuis le début de la guerre en 1950 Peellaert restera longtemps muet quant à ses expériences sur le front. Pourtant, le conflit touche bientôt à sa fin, et il peut assister aux côtés des G.I à l'un des concerts de soutien donné par Marilyn Monroe en février 1954, puis entreprendre un voyage à travers l’Asie avec ses camarades militaires. Lors de cette permission, il visite notamment le Japon avant de rentrer en Belgique à bord du navire amiral Kamina, le 8 février 1955.

### Les débuts professionnels

#### Le Théâtre national de Belgique
De retour de Corée, en situation de rupture familiale, Peellaert doit désormais subvenir seul à ses besoins. Sa première véritable expérience professionnelle débute lorsqu'il est engagé comme assistant du décorateur et costumier Denis Martin au Théâtre national de Belgique Au sein d'une équipe réduite, il dessine et confectionne les costumes et décors de pièces d'auteurs classiques tels que Shakespeare et Molière, mais également de contemporains comme Arthur Miller ou Bertolt Brecht, que le National est l'un des premiers théâtres européens à soutenir. Le Théâtre National se veut à l'avant-garde de la création depuis sa constitution en 1946, et les mises-en-scène sont résolument modernes : selon Peellaert, les décors voulus par Denis Martin sont austères et minimalistes, mais perturbés par l'irruption d'un élément baroque exagérément disproportionné, qui ne peut en aucun cas provenir du monde extérieur et doit donc être créé de toutes pièces. Cette vision rigoureuse de la scénographie constituera un élément majeur de son apprentissage, et Peellaert confiera avoir intégré auprès du décorateur les qualités créatives et techniques fondamentales de sa future carrière.

#### La publicité
Depuis son apprentissage des arts décoratifs, Peellaert est fasciné par l’esthétique de la publicité, discipline en plein essor dans les années 1950 et dans laquelle il croit deviner "l’art du vingtième siècle." En 1957, il intègre la succursale belge de l'agence chargée de la promotion des produits de maquillage Max Factor. La firme américaine est alors la première à construire son développement autour d’une association avec les vedettes du cinéma hollywoodien Peellaert manipule ainsi de nombreuses photographies de mode et de beauté, éléments iconographiques qu’il détournera plus tard dans une part importante de ses œuvres. Il se retrouve bientôt responsable de « l'image de marque » de Max Factor à travers l'Europe. Bien qu'il semble promis à un bel avenir, il est rapidement frustré par les contraintes d'un travail qu'il juge répétitif, et par la vie conventionnelle qui l’accompagne. À travers la publicité, il avait espéré « s'exprimer sur les murs » mais constate avec désillusion qu'il s'agit d'absorber au plus vite différentes modes émergentes, et que la publicité ne permet pas de création véritable. Convaincu qu'il a choisi le mauvais chemin de vie, il décide de démissionner en 1960. La même année, il épouse Anne, sa première femme, dans un mariage catholique célébré à l'église.

#### L'illustration
Il se consacre alors à l'illustration en tant qu'artiste indépendant, et subvient à ses besoins grâce à des contributions régulières pour la presse belge, française et allemande. La Radio-Télévision Belge lui commande différents travaux pour la promotion d’événements musicaux, notamment autour du jazz dont il est devenu un fervent amateur. La ligne aérienne nationale belge Sabena lui confie la réalisation de son calendrier annuel en 1963, une commande prestigieuse qui sera également confiée à René Magritte l’année suivante. Le style qu'il développe alors est empreint d’influences surréalistes mais aussi d’une recherche d’efficacité héritée de son passé récent de publicitaire. Ses sources d’influence notables sont les innovations graphiques des Push Pin Studios (en) de New York, ou encore les dessins de l’affichiste français Raymond Savignac.
Tandis qu’il multiplie les recherches formelles et les expérimentations graphiques, Peellaert se rapproche en 1961 des Aluchromistes Belges, un groupe d’artistes en formation qui utilise l’aluminium oxydé comme support pictural ainsi que divers procédés de coloration issus de l’industrie. En 1964, il crée pour la RTB ses premières images composites mélangeant éléments photographiques et dessins. Celles-ci présentent un épais trait noir stylisé, des personnages au visage effacé représentés en série comme par des procédés mécaniques, des aplats de couleurs pures ainsi qu’une mise en page en vignettes qui évoque la bande dessinée : ces éléments distinctifs sont annonciateurs du style Jodelle que l’artiste élaborera au cours de l'année 1965. C'est également à cette période qu'émergent certains motifs récurrents de la période pop, comme les joueurs de football américain, qui apparaissent sur une fresque murale réalisée pour les locaux d'une compagnie d'assurance, et sur diverses illustrations de presse.

### Décès
Il meurt le 17 novembre 2008 à Paris 15e, à l'âge de 74 ans.

## Œuvre
Après avoir étudié à l'Académie royale des beaux-arts de Bruxelles, il débute comme décorateur de théâtre et illustrateur publicitaire.
Installé à Paris, à partir de 1967, il se fait connaître par le biais de la bande dessinée. Son style s’apparente à l’esthétique « psychédélique » et au Pop Art:
- Les Aventures de Jodelle, sur un scénario de Pierre Barbier, paraissent en 1966 dans le mensuel satirique Hara-Kiri. L'héroïne est un avatar de la chanteuse Sylvie Vartan.
- Peellaert réitère en 1967 dans ce même magazine, avec une seconde aventure, coécrite avec Pascal Thomas pour une nouvelle héroïne, Pravda, la survireuse. Cette fois, c'est la chanteuse Françoise Hardy qui est prise comme modèle. Héroïne très sexuée, Pravda est un choc pour beaucoup de monde, jusqu'en Pologne[18]. Le mouvement du Pop Art s'approprie ces deux héroïnes aux États-Unis.
- Dans le même style, Peellaert réalise la même année, le générique et les inserts animés du film d’Alain Jessua, Jeu de massacre avec Jean-Pierre Cassel dans le rôle d’un auteur de bandes dessinées[19].
- Ses dernières expérimentations dans le monde de la bande dessinée sont quatre mini-séries réalisées dans le mensuel Hara-Kiri entre 1968 et 1970 : The Game (du no 76 de janvier 1968 au no 84 de septembre 1968), She and the Green Hairs (en collaboration avec Roger Wolfs, du no 86 de novembre 1968 au no 94 de juillet 1969), Carashi ! (du no 95 d'août 1969 au no 102 de mars 1970) et Marsha Bronson (un seul épisode dans le no 105 de juin 1970).

Peellaert vit à Paris, où il travaille dans un fouillis indescriptible près de la Place de la Bastille. Son atelier est rempli de photos, d'images, de textes découpés en vue de ses montages. Il vit avec sa femme Elisabeth, traductrice d'ouvrages anglo-saxons, et son fils Orson.
En 1969, Pelleart part travailler en Allemagne puis aux États-Unis où il se consacre à la peinture qui se traduit dans la conception d’affiches de films pour quelques cinéastes, dont : Robert Altman, Francis Ford Coppola, Martin Scorsese, Wim Wenders ou Robert Bresson (Voir section Affiches de cinéma) 
Et des pochettes de disques pour David Bowie, The Rolling Stones ou Étienne Daho (Voir section Pochettes de disques)
En 1982, sur la musique de Franz Waxman – issue du film Une place au soleil, réalisé par George Stevens –, il réalise le générique de l’émission de télévision consacrée au Septième Art, Cinéma, cinémas pour Antenne 2.
Ses œuvres font l’objet de nombreuses expositions à travers le monde (Londres, Bâle, Tokyo, Paris, New York, La Havane, Reims, Brest).
Elles sont réunies dans quelques livres qui connaissent un grand succès international :
- Rock Dreams (1974)[21]: album d’illustrations peintes autour de rencontres improbables entre artistes du show-bizz photos peintes de stars du rock ou de la musique pop, sur des textes de Nik Cohn (critique de musique rock). Il a été vendu à plus d’un million d’exemplaires.
- Las Vegas. The Big Room (1986)[22] : Peellaert utilise le pastel pour représenter des célébrités emblématiques de l’Amérique (textes de Michael Herr).
- Rêves du 20e siècle (1999)[23] : avec la complicité de Nik Cohn pour les textes, Peellaert rassemble des collages peints de diverses personnalités politiques comme Jacqueline Kennedy et Cassius Clay, Jane Fonda ou Richard Nixon.

Ses dernières productions sont faites de découpages photographiques à l’aide de la palette graphique sur ordinateur, telle l'étonnante carte de vœu « La République contre les bien-pensants », qu'il réalise pour Jean-Pierre Chevènement, alors ministre de l'intérieur, en 2000. Napoléon y enlace une Jeanne d'Arc en armure et Chevènement botte les fesses de bourgeois en haut-de-forme. Peelleart se range aux côtés de Chevènement pour l'élection présidentielle de 2002.
Fashion Dreams, son dernier travail, est publié en avril 2008. C’est une exceptionnelle série de tableaux exécutés pour Next, le supplément artistique du quotidien Libération. Il y a Madonna, Mareva Galanter, Vanessa Paradis, Tina Turner... dans un jeu de rôle illustrant le thème de la mode et de la musique, cher à ce créateur visionnaire. Le 3 novembre de la même année paraît Petite Mort, le premier album du groupe de rock, Second Sex, dont il a réalisé la pochette.
Deux semaines après, Peellaert meurt d'un cancer, à l'âge de 74 ans. Il a été incinéré au crématorium du cimetière parisien du Père-Lachaise, le vendredi 21 novembre 2008.

## Affiches de cinéma
| Réalisateur                      | Titre original           | Traduction                     | Année | Observation                                                  |
| -------------------------------- | ------------------------ | ------------------------------ | ----- | ------------------------------------------------------------ |
| Robert Altman                    | Short Cuts               |                                | 1993  |                                                              |
| Robert Bresson                   | L’Argent                 |                                | 1983  |                                                              |
| Francis Ford Coppola             | One from the Heart       | Coup de cœur                   | 1982  |                                                              |
| Francis Ford Coppola             | The Outsiders            | Outsiders                      | 1983  |                                                              |
| Stephen Frears                   | My Beautiful Laundrette  |                                | 1985  |                                                              |
| Alain Jessua                     | Jeu de massacre          | Comic Strip Hero               | 1967  | Une affiche a été spécialement créée pour le marché anglais. |
| Jim McBride                      | The Big Eazy             | Big Easy : Le Flic de mon cœur | 1987  | L’article « The » n’est pas inscrit sur l’affiche française. |
| Jean-Henri Roger et Juliet Berto | Neige                    |                                | 1981  |                                                              |
| Martin Scorsese                  | Taxi Driver              |                                | 1976  |                                                              |
| Wim Wenders                      | Der Amerikanische Freund | L'Ami américain                | 1977  |                                                              |
| Wim Wenders                      | Lightning Over Water     | Nick’s Movie                   | 1980  | Film coréalisé avec Nicholas Ray.                            |
| Wim Wenders                      | Hammet                   |                                | 1982  |                                                              |
| Wim Wenders                      | Der Stand der Dinge      | L'État des choses              | 1982  |                                                              |
| Wim Wenders                      | Paris, Texas             |                                | 1984  | Deux affiches différentes ont été créées.                    |
| Wim Wenders                      | Tokyo Ga                 |                                | 1985  |                                                              |
| Wim Wenders                      | Der Himmel über Berlin   | Les Ailes du désir             | 1987  |                                                              |
| Wim Wenders                      | Don't Come Knocking      |                                | 2005  |                                                              |

## Pochettes de disques
| Artiste            | Titre du disque            | Label                   | Année | Observation |
| ------------------ | -------------------------- | ----------------------- | ----- | --- |
| Guy Béart          | Béart chante l’espace      | Temporel/CBS            | 1968  | Sur microsillon super 45 tours (GB 60 007). |
| David Bowie        | Diamond Dogs               | RCA                     | 1974  | Peu après sa sortie, la censure fait retirer les disques du commerce pour que soit dissimulé l’ « entre-patte » de la créature hybride, mi-Bowie mi-chien, de la pochette. |
| David Bowie        | Bowie at the Beeb          | BBC                     | 2000  | |
| Étienne Daho       | Pour nos vies martiennes   | Virgin                  | 1988  | |
| Willy DeVille      | Horse of a Different Color | EastWest                | 1999  | |
| Lio                | Wandatta                   | WEA                     | 1996  | |
| Jacques Loussier   | Jeu de massacre            | Disques Vogue           | 1967  | Bande originale du film d’Alain Jessua sur microsillon super 45 tours. |
| Astor Piazzolla    | Tanguedia de Amor          | Piazzolla/Milan Records | 1989  | Compilation. |
| The Rolling Stones | It's Only Rock'n Roll      | Rolling Stones/Atlantic | 1974  | La censure fait supprimer la culotte abandonnée sur la dernière marche de l’escalier qui doit figurer au dos de la pochette.                                               |
| Second Sex         | Petite Mort                | Because Music           | 2008  | |
| Les Variations     | Café de Paris              | Buddah Records          | 1975  | |

## Documentaires
- 2001 : Guy Peellaert, vérités et mensonges, réalisé par Philippe Cornet, à l’occasion de la rétrospective « Paris/New-York/Los Angeles », Canal Jimmy, RTBF (52 min).
- 2004 : Guy Peellaert, l’art et la manière, réalisé par Claude Ventura (coresponsable de l’émission Cinéma, Cinémas).

## Autour de Pravda
- Pravda figure parmi les personnalités internationales présentes sur l’affiche du film One + One, réalisé en 1968 par le cinéaste Jean-Luc Godard avec les Rolling Stones.
- En 1999, le groupe de hard rock, Jack Meatbeat and the U.G.S., l'emprunte pour la pochette de leur album, Back From World War III (Munster Records).
- En 2000, le groupe de rock, Play Group, l’utilise pour la pochette de l’album, Make It Happen ! (Source SOURCDS017).
- En 2001, le couturier Jean-Charles de Castelbajac contacte Guy Pellaert pour dessiner ses imprimés en reprenant les images de Pravda (et de Jodelle). Invité au défilé, cette collection printemps-été 2002, baptisée Physical Graffiti, lui est dédié.
- En prévision d’une série télévisée, 13 synopsis sont rédigés en 2002, et un épisode test – scénarisé par Guy Pellaert et Gallien Guibert – de 3 min 30 s, est réalisé en 2003. La série ne verra pas le jour[28].
- Au Japon, une exposition, « Looking for Pravda », est organisée dans l’espace de la boutique de produits de luxe, CELINE (du groupe LVMH), avenue Omotesandō à Tokyo, en septembre/octobre 2004[29].
- Dans le numéro spécial du magazine Pilote, publié pour le 40e anniversaire de mai 68, Christophe Blain rend « Hommage à Peellaert » avec Une fille, pastiche en bande dessinée de Pravda la survireuse.
- Peu avant sa mort, Guy Peellaert projetait de donner une suite à Pravda la survireuse. Celle-ci aurait eu les traits de l’actrice Isild Le Besco[30].

## Publications

### Bandes dessinées
- Les Aventures de Jodelle[31], éd. Éric Losfeld, Paris, 2e trimestre 1966
Scénario : Pierre Bartier - Dessin et couleurs : Guy Peellaert,Préface : Jacques Sternberg. Réédition en octobre 1967.
- Pravda la Survireuse, coécrit avec le cinéaste Pascal Thomas, éd. Éric Losfeld, janvier 1968.
- The Game – Histoires 1968-1970[32], Prairial, Paris, 11 octobre 2018
Scénario, dessin et couleurs : Guy Peellaert -  (ISBN 979-10-93699-15-8),volume qui réunit les quatre mini-séries publiées dans Hara-Kiri : The Game, She and the Green Hairs, Carashi et Marsha Bronson.

### Œuvres peintes
- Rock Dreams, Éditions Albin Michel, 1974 – éd. Taschen, novembre 2003[33]. Prix Saint-Michel spécial pour la recherche 1974.
- Las Vegas. The Big Room, éd. Albin Michel, 1986.
- Rêves du 20e siècle, éd. Grasset, 1999.

## Exposition
- Bye Bye, Bye Baby, Bye Bye[34] : rétrospective de son œuvre au Musée Maillol, 61 rue de Grenelle 75007 Paris, du 27 mai au 28 septembre 2009.

#### Livres
: document utilisé comme source pour la rédaction de cet article.
- Jean Van Hamme, Introduction à la bande dessinée belge, Bruxelles, Bibliothèque royale de Belgique, 1968, 80 p., ill. ; 26 cm (lire en ligne), p. 39[catalogue] publié à l'occasion de l'exposition La bande dessinée en Belgique, Bibliothèque Albert Ier, [Bruxelles], du 29 juin au 25 août 1968.
- Henri Filippini, Dictionnaire de la bande dessinée, Paris, Bordas, 1989, 731 p., ill. (ISBN 2-04-018455-4, OCLC 1244909550, BNF 35065653, présentation en ligne), p. 275, 660.
- Vincent Bernière, « Pascal Thomas et Guy Peellaert : Pravda la surviveuse », dans Les 100 plus belles planches de la BD érotique, Beaux-Arts éditions, 2015 (ISBN 979-1020402011), p. 158-159.

#### Périodiques
- Vladimir Lecointre, « Guy Peellaert, peintre d’icônes », Zoo le Mag, no 20,‎ juillet-août 2009, p. 29.